# Marca
Marca é a  representação simbólica de uma entidade, qualquer que ela seja, algo que permite identificá-la de um modo imediato como, por exemplo, um sinal de presença, uma simples pegada. Na teoria da comunicação, pode ser um signo, um símbolo ou um ícone. Uma simples palavra pode referir uma marca.
O termo é frequentemente usado hoje em dia como referência a uma determinada empresa: um nome, marca verbal, imagens ou conceitos que distinguem o produto, serviço ou a própria empresa. Quando se fala em marca, é comum estar-se a referir, na maioria das vezes, a uma representação gráfica no âmbito e competência do designer gráfico, onde a marca pode ser representada graficamente por uma composição de um símbolo e/ ou logotipo, tanto individualmente quanto combinados.
No entanto, o conceito de marca é bem mais abrangente que a sua representação gráfica. Uma empresa através de seu nome fantasia e da sua representação gráfica - comunica a "promessa" de um produto, seu diferencial frente aos concorrentes que o faz especial e único. Busca-se associar às marcas uma personalidade ou uma imagem mental. Assim, pretende marcar a imagem na mente do consumidor, isto é, associar a imagem à qualidade do produto. Em função disto, uma marca pode formar um importante elemento temático para a publicidade. Possui vários níveis de significado, entre eles cultura, atributos ou benefício. É fundamental entender que o conceito de marca é mais intangível do que tangível, pois o consumidor de determinada classificação demográfica tem sensações, experiências e percepções diferentes sobre a mesma marca em relação a outro consumidor classificado demograficamente da mesma forma.
Marca não é um conceito fácil de definir. Na sua definição e na sua análise devem-se levar em consideração as disciplinas que a utilizam e regulam mais directamente, que são o direito comercial e a gestão de marketing. Para o direito comercial a marca é um sinal: a OMPI – Organização Mundial de Propriedade Industrial – define a marca como um "sinal que serve para distinguir os produtos ou serviços de uma empresa dos outros de outras empresas". A definição da American Marketing Association, ainda adoptada em edições clássicas de marketing, acrescenta a definição jurídica: "A marca é um nome, um termo, um sinal, ou um desenho, ou uma combinação destes elementos, com vista a identificar os produtos e serviços de um vendedor, ou de um grupo de vendedores, e a diferenciá-los dos concorrentes". Segundo Kloree, "talvez a habilidade mais característica dos profissionais de marketing seja a capacidade de criar, manter, proteger e uma marca. Para os profissionais de marketing, o estabelecimento de uma marca é a arte e a essência do marketing."

## Conceito jurídico de marca
A marca nunca é uma representação simbólica de uma entidade, mas sim de produtos ou serviços, relacionando-os com uma pessoa ou determinada entidade. A marca deve ser sempre registrada. Só assim, o titular da marca poderá garantir a proteção da mesma. É importantíssimo efetuar uma vigilância constante à marca, com vista a garantir a inexistência de novas marcas iguais ou confundíveis com a existente. Os registros das marcas têm âmbitos territoriais, sendo possível o registro em apenas um país ou em vários países. Para proceder ao registro da marca em vários países deverá ser efetuado um processo de registro em cada um dos países. A União Europeia criou o conceito de marca comunitária, sendo esta válida em todos os países membros. Existem também Convenções Internacionais que harmonizam as regras relativas ao registo de marcas, definindo nomeadamente os tipos de classes.
Ainda no âmbito jurídico a marca se subdivide em 4 categorias, sendo elas:
Marca nominativa: é, como a identificação já diz, o nome da marca. É a expressão nominativa dela.
Marca figurativa: marca figurativa é a representada por um elemento visualmente perceptível, uma imagem que distingue aquela marca de outras. Um mascote pode se enquadrar nessa classificação por exemplo.
Marca mista: a marca mista une as duas anteriores. É uma marca que, além do elemento visualmente perceptível possui um nome. É a união do texto com a imagem.
Marca tridimensional: menos comum, mas não menos importante, a marca tridimensional é representada pela forma plástica de uma marca. É uma forma tridimensional única e não pode ser copiada por ser uma marca registrada como tridimensional.
Juridicamente, como já dito no artigo, a marca tem proteção em território nacional e para a atividade em que se registra. Essa atividade deve ser selecionada dentro das 45 NCLs apresentadas pelo INPI para tal. O ideal, antes de desenvolver uma marca e iniciá-la no mercado, é consultar a marca para saber se está disponível para registro.
Essa consulta pode ser realizada no portal do INPI ou mesmo por uma assessoria especializada, que na maioria das vezes é gratuita.

## Legislação
No Brasil, marcas são regidas pela Lei nº 9279, de 1996, criada e aprovada para implementar mudanças impostas pelo Acordo Internacional TRIPs, do qual o Brasil foi signatário. 
Em Portugal, marcas são regidas pelo Código da propriedade industrial, atualizado pelo Decreto-Lei nº 16/95.

## Marketing e a marca
A marca é em essência uma promessa da empresa em fornecer uma série específica de atributos, benefícios e serviços uniformes aos compradores. Recorrendo de novo a Kotler, a garantia de qualidade vem junto com as melhores marcas, mas uma marca é um símbolo mais complexo, podendo trazer até seis níveis de significados:
- Atributos: a marca tem o poder de trazer a mente certos atributos.
- Benefícios: estes são traduzidos em benefícios funcionais e emocionais.
- Valores: a marca também transmite os valores da empresa.
- Cultura: a marca tem o poder de representar certa cultura.
- Personalidade: a marca pode projectar certa personalidade.
- Usuário: a marca sugere o tipo de consumidor que pode usar determinado produto.

### Criação de valor para o consumidor
A marca é um contrato. A marca diminui o risco que o consumidor corre ao adquirir o produto. Garante um nível de performances, independentemente da forma de distribuição.
A marca identifica. Numa oferta com produtos muitas vezes indiferenciáveis a marca facilita o reconhecimento e favorece a fidelidade. Como exemplo as bebidas alcoólicas, os televisores, os telemóveis e etc.
A marca diferencia. Ela valoriza aquele que a usa ou a consome. Ela transmite a sua identidade as pessoas. Para as compras de status social é essencial a mais-valia trazida pela marca.

### Criação de valor para a empresa
A marca tem valor comercial. A marca é um activo negociável, quer pela venda da marca, quer pelo aluguer ou licenciamento da marca. A marca forte permite preços mais altos (price premium ou acréscimo de preço suportado pela marca). Entre um Citizen e um Cartier, a diferença de preço, para igual qualidade técnica, pode ser de várias centenas de euros.
A marca tem valor institucional ou “corporate”. A marca pode desenvolver um poderoso sentimento de pertença entre os colaboradores de uma empresa. Uma marca forte tem uma influência forte na comunicação financeira. Isso explica, entre outras coisas, que alguns grupos mudem de nome para serem cotados na bolsa sob o nome da sua marca mais conhecida.para que a marca tenha mais valor de mercado

### Processo de selecção de marcas
Os consumidores seleccionam as marcas com base em múltiplos factores, como a disponibilidade no mercado, preço, etc. Dois factores extremamente importantes são:
- Notoriedade

A notoriedade reflete a presença da marca na mente dos consumidores. Poderá ser um elemento nuclear em algumas categorias de produtos e é usualmente uma dimensão central do brand equity; reflete o âmbito de alcance da marca em termos de mercados e segmentos de mercado. O aumento de notoriedade pode ser um mecanismo para expandir o âmbito de atuação da marca, ao afetar as perceções e atitudes de consumidores que ainda não fazem parte do seu target.
Esta fonte de valor pode ser medida em níveis distintos:
Notoriedade Espontânea: a percentagem de pessoas capazes de citar, espontaneamente, o nome da marca ao evocar-se o sector de actividade ou o segmento da marca.
Notoriedade de 1º Nível (Top of the Mind): mede-se pela percentagem de pessoas que citam espontaneamente, e de imediato, a marca em causa.
Notoriedade Assistida (ou dirigida): avalia-se, apresentando uma lista às pessoas interrogadas, uma lista de marcas pedindo-se-lhes para assinalarem as marcas que conhecem
- Imagem de Marca

Conjunto de representações mentais, pessoais e subjectivas, estáveis, selectivas e simplificadoras relativamente a essa marca.
Uma marca com uma forte notoriedade deve possuir algumas das seguintes vantagens:
-> contribuir para a inibição de evocação de outras marcas concorrentes, facilitando a memorização da marca em causa na mente dos consumidores;
-> fomentar a relação de familiaridade, o que aumenta a probabilidade de a marca ser considerada no momento de decisão de compra;
-> demonstrar o empenho e esforço da marca em estar presente no mercado, contribuindo para a construção e manutenção de uma boa imagem, transmitindo uma maior confiança ao consumidor.

### Brand equity
As marcas podem variar quanto ao seu poder e valor no mercado de acordo com várias escalas:
- Marcas que não são conhecidas pela maioria dos compradores.
- Bom nível de consciencialização de conceito
- Alto grau de aceitabilidade de marca.
- Alto grau de preferência de marca.
- Alto grau de fidelidade a marca.

O patrimônio da marca relaciona-se directamente com os três últimos tipos de marca e também com:
- Grau de reconhecimento da marca.
- Qualidade percebida da marca.
- Fortes associações emocionais e mentais.
- Lealdade à marca.
- E outras propriedades, como patentes, marcas comerciais e relacionamento nos canais.

Para as empresas que possuem um alto património de marca, existe uma série de vantagens competitivas entre elas, de que se podem destacar:
- Custos de marketing reduzidos, devido a fidelidade do consumidor em relação a marca.
- Maior poder de negociação com os distribuidores e retalhistas porque os consumidores esperam que eles tenham a marca.
- Preço maior que os dos concorrentes porque a marca tem maior qualidade percebida.
- Lançamento de extensões de linhas mais fácil porque o nome da marca possui alta credibilidade.
- Defesa contra a concorrência dos preços pelo valor da marca percebido pelos consumidores.

Uma marca deve ser muito bem administrada para que o seu valor patrimonial não se deprecie, e para isto, torna-se necessário um trabalho contínuo de manter e melhorar a consciencialização da marca, da sua qualidade e sua funcionalidade percebidas e associações positivas, exigindo-se investimentos contínuos em pesquisa e desenvolvimento, excelente publicidade e atendimento,
tanto ao retalhista como ao consumidor.
Por detrás de toda as marcas fortes existe um grupo de clientes fiéis. Assim, o valor do cliente é um bem fundamental que sustenta o patrimônio de marca. Ampliar o valor do cliente fiel ao longo do tempo é o foco mais apropriado do planejamento de marketing.

## Identidade
Tal como uma pessoa, uma marca tem uma identidade física ou formal, um carácter, uma personalidade ligada à sua história e aos seus valores fundamentais (identidade cultural da marca). 

### Identidade física da marca
A marca designa-se sob um conjunto de signos, formas, cores e muitas vezes até sons. Todos os sentidos físicos dos consumidores podem ser aproveitados para centrar a atenção na marca, para facilitar a sua identificação e atribuição, para transmitir as promessas efectuadas ao consumidor 

#### Nome
É o mais importante elemento do dispositivo identificador de uma marca. Existem vários tipos de nomes: 
- Patronímico: marcas que têm por nome o do seu fundador
- Sigla: nomes que resultam da transformação do nome de uma empresa numa sigla própria
- Evocativo: o nome da marca lembra a categoria de produto
- Marca de fantasia: nomes que podem ter um significado prévio
- Marca de família: nome construído com um prefixo ou um sufixo que remete para a marca institucional
- somatório de nomes: nomes que evitam susceptibilidades quando resultam de reestruturações

O nome deve: 
- Ser curto (não mais de três sílabas) e de fácil memorização
- Não deve ter conotações indesejáveis (trocadilhos que possam surgir relativamente ao nome das marcas)
- O nome deve ser internacional, alguns nomes são difíceis de pronunciar nas línguas estrangeiras, relativamente ao país de origem
- O nome deve ser disponível e defensável juridicamente
- O nome não deve ser restritivo, deve permitir extensões de marca para outras gamas de produtos.

#### Embalagem e design do produto
A embalagem tem como fim de permitir ou facilitar a protecção do produto, o seu transporte, armazenagem, a informação sobre o mesmo, mas também a sua apresentação, a sua identificação e utilização pelos consumidores. A embalagem assume um papel fundamental, na medida em que contribui para atrair o olhar dos clientes, fazer com que o produto seja reconhecido ou identificado por eles e suscitar-lhes o desejo de o comprar, assumindo um papel de “vendedor silencioso”. 

#### Componentes da marca
Uma marca pode ser composta por um só ou por vários componentes. O excesso de sinais distintivos, pode vir a prejudicar a leitura da marca e a compreensão do consumidor. Os elementos que compõem a identidade visual de uma marca são: 
- O logótipo: é a bandeira da marca, pode evoluir para permanecer actual, mas sem perturbar a percepção dos consumidores. O logótipo é a particularização escrita de um nome e tem obrigatoriamente letras.

- O símbolo: consiste num sinal gráfico que passa a identificar um nome, uma ideia, um produto ou serviço. O símbolo, associado ou não ao logótipo, tem um sinal específico e desperta nas pessoas uma série de informações e experiências armazenadas.

- O jingle: designa, geralmente, um refrão publicitário. Neste caso, o seu papel pode ser efémero. O jingle de marca é uma música, passível de se identificar com a marca para depois a apresentar para sempre.

- A assinatura da marca: reserva-se o termo slogan para as frases publicitárias e o termo “assinatura” de marca para expressões que acompanham, na maioria dos casos, as marcas institucionais e, menos, as marcas produtos.

- O grafismo de marca: são elementos permanentes de expressão formal de uma marca. Favorecem a identificação e a atribuição da marca em todos os registos de expressão: documentos internos da empresa, como o papel de carta, as embalagens, a publicidade, a promoção, etc.

### Identidade psicológica
Uma marca descreve-se não apenas pelos aspectos físicos, mas também pelo carácter, a sua personalidade; pelo seu território e pelos seus valores culturais 
O carácter ou a personalidade da marca 
São os traços salientes da psicologia da marca. Os traços de carácter de uma marca nem sempre são nítidos. Todas as manifestações da marca contribuem para os criar, manter ou alterar: os produtos e o serviço, em princípio, mas também a comunicação, publicidade, relações públicas, a imagem que se faz da clientela da marca e a imagem difundida pelos distribuidores. 

#### Território de uma marca
É o espaço do mercado onde a marca é legítima. A noção de território de marca está muito entrelaçada às políticas de extensão de marcas. 

#### Valores culturais fundamentais de uma marca
Esta dimensão é, geralmente, mais importante para as marcas institucionais umbrella do que para as marcas de produto puras. A cultura da marca leva à noção de cultura empresa. 

### Imagem da marca
Uma imagem é um conjunto simplificado e relativamente estável de percepções e de associações mentais ligadas a um produto, uma empresa, um indivíduo, etc. Uma imagem é um conceito de receptor, enquanto a identidade é um conceito de emissor

## Doppelgänger Brand Image (D.B.I.)
Uma Doppelgänger Brand Image ou "DBI" é uma imagem ou história depreciativa sobre uma marca que circula na cultura popular. DBI tendem a atingir marcas amplamente conhecidas. O objetivo das DBIs é minar a imagem positiva da marca, definida pelos seus proprietários através de suas atividades de marketing. 
O termo deriva da combinação das palavras doppel Alemão (duplo) e ganger marcas (andarilho).
Doppelgänger normalmente são criadas por indivíduos ou grupos para expressar uma crítica de uma marca e seus valores percebidos, através de uma forma de paródia, e são tipicamente pouco lisonjeiras em sua natureza. 
Devido à capacidade das DBIs para propagar rapidamente de maneira viral através de canais de mídia digital, eles podem representar uma ameaça real para a equidade da marca alvo. Às vezes, a organização-alvo é forçada a lidar a raiz dos problemas criticados ou de re-posicionar a marca de uma forma que neutraliza as críticas.
Exemplos incluem: 
- Campanha de Joe Chemo organizado para criticar a comercialização de produtos do tabaco a crianças e seus efeitos nocivos.
- Versão do logotipo da Coca Cola trabalhada para protestar contra o patrocínio da Copa do Mundo FIFA 2022 no Qatar e abusos dos direitos humanos associados (ver citação para thread original Reddit com a imagem).
- A paródia do logotipo da Pepsi como um homem obeso para destacar a relação entre o consumo de refrigerantes e a obesidade.
- A campanha FUH2 protestando contra a Hummer SUV como um símbolo de irresponsabilidade empresarial e do consumidor para a segurança pública e para o meio ambiente.

No artigo de 2006 "Branding emocional e o valor estratégico da Doppelgänger Brand Image"  Thompson, Rindfleisch, e Arsel sugerem que uma imagem de marca doppelgänger pode ser um benefício para uma marca se tomado como um sinal de alerta de que a marca está perdendo autenticidade emocional em seu mercado. 

## Leituras
- BARBOSA, Denis Borges. O fator semiológico na construção do signo macário, 2006.
- FRANCO, João Melo, MARTINS, Herlander Antunes. Dicionário de Conceitos e Princípios Juridícos. 3ª Edição, Almedina, Coimbra. 1991
- KOTLER, Philip; BRANDÃO, Ailton Bomfim (Trad.). Administração de marketing: análise, planejamento, implementação e controle. 5. ed. São Paulo: Atlas, 1998.
- KOTLER, Philip. Administração de marketing. Revisão de Arão Sapiro. 10. ed. São Paulo: Prentice Hall, 2000.
- LINDON D., LENDREVIE J., LÉVY J., DIONÍSIO P., RODRIGUES J., Mercator XXI, Teoria e prática do Marketing, 10.ª edição, Dom Quixote, Lisboa, 2004
- SERENS, Nogueira M. A vulgarização da marca na directiva 89/104/CEE, de 21 de Dezembro de 1988 (Id est, no nosso direito futuro). Universidade de Coimbra. 1995/6